# 陶滕海恩
陶滕海恩是德国图林根州的一个市镇。总面积8.91平方公里，总人口1081人，其中男性573人，女性508人（2011年12月31日），人口密度121人/平方公里。